# El Níspero (ort)
El Níspero är en ort i Honduras.   Den ligger i departementet Departamento de Santa Bárbara, i den västra delen av landet, 140 km nordväst om huvudstaden Tegucigalpa. El Níspero ligger 686 meter över havet och antalet invånare är 2 474.
Terrängen runt El Níspero är kuperad åt sydost, men åt nordväst är den bergig. Runt El Níspero är det ganska glesbefolkat, med 26 invånare per kvadratkilometer. Närmaste större samhälle är Santa Bárbara, 19,9 km nordost om El Níspero. 